# Trichomanes accedens
Trichomanes accedens är en hinnbräkenväxtart som beskrevs av Karel Presl. Trichomanes accedens ingår i släktet Trichomanes och familjen Hymenophyllaceae. Inga underarter finns listade.